# Pleta de les Barres
La Pleta de les Barres és un paratge de pastura del terme municipal de Conca de Dalt, a l'antic terme d'Hortoneda de la Conca, al Pallars Jussà, en territori que havia estat del poble d'Herba-savina.
Està situat al nord-est d'Herba-savina i del Planell del Grau, al nord del Tros del Tardà, a migdia del Serrat de l'Era del Cumó. És també a llevant de lo Grau.